# Карин дом (фондация)
Фондация „Карин дом“ е неправителствена организация, регистрирана през 1994 г., с цел осъществяване на общественополезна дейност.
Има лиценз № 0886 от 27.02.2014 г. от Държавната агенция за закрила на детето и удостоверение за предоставяне на социални услуги от Агенцията за социално подпомагане на Министерството на труда и социалната политика.
„Карин дом“ притежава лицензия за център за професионално обучение №200912790, издадена от Националната агенция за професионално образование и обучение.

## Цели
- Предоставяне качествени услуги на деца със специални нужди и на техните семейства за предотвратяване изоставянето на деца в институции и за успешна социална интеграция на децата и семействата като цяло
- Разпространяване добрата практика чрез обучения и консултации на родители и специалисти, работещи с деца със специални нужди от цялата страна, придържайки се към международните стандарти
- Работа за застъпничество и промяна на политиките за деца на местно, регионално и държавно ниво

## Дейности
1. Център за социална рехабилитация и интеграция на деца с увреждания
2. Център „Ранна интервенция за предотвратяване изоставянето на деца с увреждания“
3. Център за обучение и ресурсен център

## Сграда
Фондацията ползва вилата „Три кладенци“ (днес наричана „Карин дом“) в близост до Евксиноград, която е принадлежала на известното семейство Станчови: италианската графиня и българска придворна дама Анна Роз Каролин Делфин Жозефин Франсоаз дьо Грено – Станчова и съпруга ѝ Димитър Станчов – секретар на княз Фердинанд, дипломат, министър на външните работи, за кратко премиер (1907). С дома им във Варна – вилата „Три кладенци“ – е свързана Станчовата алея в Морската градина. Председателят на Управителния съвет на фондацията Иван Станчов е техен внук.